# Detective a due ruote
Detective a due ruote (Underclassman) è un film del 2005 diretto da Marcos Siega.

## Trama
Tre Stokes è un agente di polizia ventitreenne in incognito alla Westbury High per indagare sulla morte di uno studente.